# Grevillea glauca
Grevillea glauca là một loài thực vật có hoa trong họ Quắn hoa. Loài này được Banks & Sol. ex Knight miêu tả khoa học đầu tiên năm 1809.